# Bubenheim (Magonza-Bingen)
Bubenheim è un comune di 839 abitanti della Renania-Palatinato, in Germania.
Appartiene al circondario (Landkreis) di Magonza-Bingen (targa MZ) ed è parte della comunità amministrativa (Verbandsgemeinde) di Gau-Algesheim.